# ISO 3166-2:DJ
ISO 3166-2:DJ – kody ISO 3166-2 dla podjednostek administracyjnych Dżibuti.
Kody ISO 3166-2 to część standardu ISO 3166 publikowanego przez Międzynarodową Organizację Normalizacyjną. Kody te są przypisywane głównym jednostkom podziału administracyjnego, takim jak np. województwa czy stany, każdego kraju posiadającego kod w standardzie ISO 3166-1.
Aktualnie (2017) dla Dżibuti zdefiniowano kody dla 5 regionów i 1 miasta.
Pierwsza część oznaczenia to kod Dżibuti zgodnie z ISO 3166-1, natomiast druga część oznaczenia znajdująca się po myślniku to dwuliterowy kod jednostki administracyjnej.

## Kody ISO
| Kod ISO | Nazwa jednostki administracyjnej | Nazwa jednostki administracyjnej w języku arabskim | Nazwa jednostki administracyjnej w języku somalijskim | Rodzaj jednostki administracyjnej |
| ------- | -------------------------------- | -------------------------------------------------- | ----------------------------------------------------- | --------------------------------- |
| DJ-AR   | Arta                             | إقليم عرتا                                         | Carta                                                 | region                            |
| DJ-AS   | Ali Sabieh                       | على صبيح                                           | Cali Sabiix                                           | region                            |
| DJ-DI   | Dikhil                           | إقليم دخيل                                         | Dikhil                                                | region                            |
| DJ-OB   | Obock                            | إقليم أوبوك                                        | Obock                                                 | region                            |
| DJ-OB   | Tadżura                          | إقليم تاجورة                                       | Tajuura                                               | region                            |
| DJ-DJ   | Dżibuti                          | جيبوتي                                             | Jabuuti                                               | miasto                            |